# Saparbay (sockenhuvudort i Kina, Xinjiang Uygur Zizhiqu, lat 40,92, long 78,72)
Saparbay (kinesiska: 色帕巴依, 色帕巴依乡) är en sockenhuvudort i Kina. Den ligger i den autonoma regionen Xinjiang, i den nordvästra delen av landet, omkring 790 kilometer sydväst om regionhuvudstaden Ürümqi. Antalet invånare är 3 004. Befolkningen består av 1 463 kvinnor och 1 541 män. Barn under 15 år utgör 24,0 %, vuxna 15-64 år 69 %, och äldre över 65 år 5,0 %.
Runt Saparbay är det mycket glesbefolkat, med 4 invånare per kvadratkilometer. Trakten runt Saparbay består i huvudsak av gräsmarker.
Genomsnittlig årsnederbörd är 252 millimeter. Den regnigaste månaden är juli, med i genomsnitt 46 mm nederbörd, och den torraste är december, med 2 mm nederbörd.